# Christer Mörner
Christer Mörner, född 25 februari 1776 på Totebo i Hjorteds socken, död 1 juli 1855 i Stockholm, var en svensk militär.
Christer Mörner var son till kapten Christer Mörner och Magdalena Steen. Han blev sergeant 1778, fänrik vid Västmanlands regemente 1781, löjtnant vid Närkes och Värmlands regemente 1792, stabskapten där 1799, premiärmajor 1809, premiärmajor vid Närkes och Värmlands regemente 1810 och överstelöjtnant i armén 1813. Mörner deltog i fälttåget mot Norge 1808–1809 samt i Tyskland och Norge 1813 och 1814. Han blev överste i armén 1814 och var 1816–1848 chef för Närkes regemente. Mörner blev generaladjutant i generalstaben 1823 och generalmajor 1837. Han blev 1810 riddare, 1832 kommendör och 1839 kommendör med stort kors av Svärdsorden.